# 埃丝特·斯特罗伊
埃丝特·斯特罗伊（英語：Esther Stroy，1953年8月12日—），美国女子田径运动员。她曾代表美国参加1971年泛美运动会田径比赛，获得一枚金牌和一枚铜牌。她也参加了1968年夏季奥运会。